# Castelo de Couches

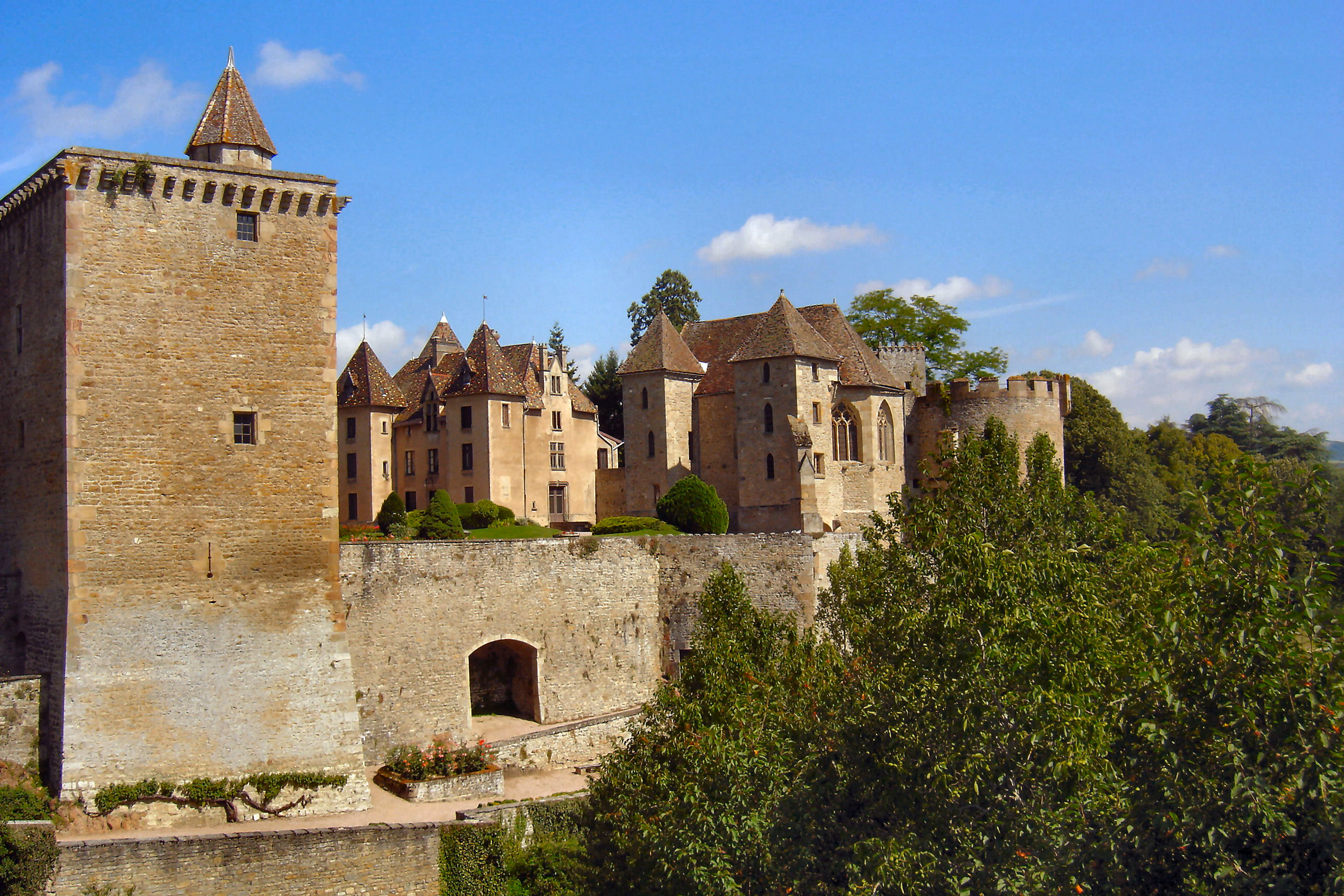
Vista parcial do Château de Couches, com a torre de menagem (à esquerda) seguida pelo paço (corps de logis) e pela capela.

O Château de Couches é um palácio fortificado situado no departamento francês de Saône-et-Loire, abaixo da cidade de Couches, numa plataforma que sobressai do vale do rio Vieille. Faz parte das antigas fortalezas do Ducado da Borgonha e permitia, nomeadamente, proteger a estrada que ligava Paris a Chalon-sur-Saône passando por Autun.

## Cronologia
- Século XI: o feudo é possuido pelos Senhores de Couches; um deles, Gaudry, empreende a construção da fortaleza.
- Século XII: por casamento, passa para a posse de Hugues, Senhor de la Roche-Nolay.
- Meados do século XIII: o neto do precedente, também chamado Hugues, ampliou o castelo.
- Final do século XIII: a neta do anterior, Marie de Bauffremont, recebeu o domínio como dote aquando do seu casamento com Étienne de Montagu, Senhor de Sombernon, descendante dos duques da primeira Casa de Borgonha.
- 1470: Claude de Montagu, Senhor de Couches, descendante em 5ª geração de Étienne, morre no combate de Buxy contra as tropas de Luís XI; a fortaleza, qua acabava de sofrer importantes transformações, passou para o seu primo, Claude de Blaisy.
- Início do século XVI: o domínio passa para a Família de Rochechouart.
- 1590: o castelo é tomado e pilhado por Antoine du Prat, Barão de Vitteaux, que manda matar toda a guarnição; a fortaleza é, então, desmantelada.
- Século XVII: passa para a posse dos d'Aumont.
- Século XIX: os edifícios do paço são reconstruídos em estilo neo-gótico.
- 1946: início do restauro da torre de menagem e da capela, onde seriam reunidas belas colecções de objectos de arte pela família de Léonard Cayot e sua descendência.

Uma tese sustenta que a Rainha Margarida da Borgonha, repudiada pelo Rei Luís X o Teimoso, não terá morrido, como se aprende na história oficial, em 1315 na prisão de Château-Gaillard, mas que terá sido recolhida, no maior segredo, pela sua prima Marie de Couches, tendo morrido, de facto, em 1333. Vem daí o nome de "Château de Marguerite de Bourgogne", dado de forma corrente à fortaleza.

## Descrição
O castelo ocupa um vasto quadrilátero ainda cintado por muralhas niveladas à altura dos apoios em três dos lados. No ângulo sudeste, mantém-se uma alta torre construída, provavelmente, no século XII, a qual controlava o primitivo acesso à fortalez. Esta foi dotada, no século XV, duma torreta saliente contendo uma escada em espiral. A cortina orieental é flanqueada, no seu centro, pela base duma torre quadrada entretanto demolida.
Entre as duas torres redondas do século XIII, encontra-se a capela, em estilo gótico flamejante, construída em 1460, por Claude de Montagu, no lugar dum pequeno santuário. No prolongamento dessa capela surge um conjunto, datado do século XIX, que compreende um corps de logis, de planta rectangular, flanqueado por duas torres quadradas.
Apainelamentos em Estilo Regência cobrem as paredes do salão, enquanto que, na torre vizinha, um mobiliário do século XVII dá uma nota mais severa.
Apesar de aberto ao público, o Château de Couches é uma propriedade privada.